# Elis Lundquist
Berndt Oskar Elis Lundquist, född 11 februari 1914 i Nässjö, död 19 maj 1969 i Huskvarna, var en svensk målare, keramiker och konsthantverkare.
Han var son till lokföraren Oscar Vilhelm Lundquist och Amanda Helena Gustafsson och från 1939 gift med Louise Margareta Wetterbrandt. Lundquist studerade vid Otte Skölds målarskola 1949 och under studieresor till Paris och Danmark. Separat ställde han ut i bland annat Huskvarna, Västerås, Göteborg och Odense. Tillsammans med Otto Pedersen ställde han ut på Galerie Moderne i Stockholm och tillsammans med Olle Lisper i Malmö 1959. Han medverkade i samlingsutställningar med Tranås konstförening samt i Sundsvall, Sollefteå och Jönköping. Hans konst består av stilleben, figurkompositioner och landskap utförda i olja eller gouache samt mosaikarbeten, keramik och olika typer av bildsnitt samt målade bonader. Bland hans offentliga arbeten märks en glasmålning för Forserums kyrka, ett korfönster till Huskvarna kyrka och altarmålningen Svit passion i Skönberga kyrksal. Lundquist är representerad vid Nationalmuseum, Institut Tessin och Svenska ambassaden i Paris.